# Liste der Monuments historiques in Visseiche
Die Liste der Monuments historiques in Visseiche führt die Monuments historiques in der französischen Gemeinde Visseiche auf.

## Liste der Bauwerke
| Bezeichnung                          | Beschreibung | Standort | Kennzeichnung | Schutzstatus | Datum | Bild           |
| ------------------------------------ | ------------ | -------- | ------------- | ------------ | ----- | -------------- |
| Kirche St-Pierre mit Passionsfenster |              | (Lage)   | PA00090895    | Classé       | 1990  | weitere Bilder |

## Liste der Objekte
| Bezeichnung                                 | Beschreibung                                                                     | Standort                       | Kennzeichnung | Schutzstatus | Datum | Bild           |
| ------------------------------------------- | -------------------------------------------------------------------------------- | ------------------------------ | ------------- | ------------ | ----- | -------------- |
| Kanzel                                      | Holz, 1670                                                                       | in der Kirche St-Pierre (Lage) | PM35000708    | Classé       | 1955  | weitere Bilder |
| Altar mit Retabel                           | Stein, 15./17. Jahrhundert                                                       | in der Kirche St-Pierre (Lage) | PM35000706    | Classé       | 1955  | weitere Bilder |
| Prozessionskreuz                            | Metall, vergoldet und emailliert, 19. Jahrhundert                                | in der Kirche St-Pierre (Lage) | PM35001269    | Inscrit      | 1980  |                |
| Sechs Bleiglasfenster                       | 1881, aus der Werkstatt Lecomte et Colin                                         | in der Kirche St-Pierre (Lage) | PM35001266    | Inscrit      | 1980  | weitere Bilder |
| Prozessionsfahne                            | Stoff, 19. Jahrhundert                                                           | in der Kirche St-Pierre (Lage) | PM35001268    | Inscrit      | 1980  |                |
| Skulptur Christus am Kreuz am Triumphbalken | Holz bemalt, zweite Hälfte des 16. Jahrhunderts                                  | in der Kirche St-Pierre (Lage) | PM35002985    | Inscrit      | 2009  |                |
| Hauptaltar mit Tabernakel                   | Holz und Marmor, zweite Hälfte des 17. Jahrhunderts                              | in der Kirche St-Pierre (Lage) | PM35000705    | Classé       | 1955  | weitere Bilder |
| Altar mit Retabel                           | Stein, 17. Jahrhundert                                                           | in der Kirche St-Pierre (Lage) | PM35000707    | Classé       | 1955  | weitere Bilder |
| Bleiglasfenster: Notre-Dame de Lourdes      | 1881, aus der Werkstatt Lecomte et Colin                                         | in der Kirche St-Pierre (Lage) | PM35001267    | Inscrit      | 1990  | weitere Bilder |
| Skulptur des heiligen Clair                 | Kalkstein, polychrom gefasst und vergoldet, drittes Viertel des 17. Jahrhunderts | in der Kirche St-Pierre (Lage) | PM35001034    | Classé       | 2011  |                |